# Магабгарата
«Магабга́рата» (санскр. महाभारत, mahābhārata IAST, «Велика [історія] Бгаратів») — давньоіндійський епос, шедевр світової літератури. Священний текст в індуїзмі і джайнізмі.
Названий за іменем царя Бгарати. Написаний на санскриті. Автор невідомий; за традицією текст приписують легендарному мудрецю В'ясі. Остаточно впорядкований у IV столітті нашої ери. Найстаріші незавершені списки датуються 400 р. до н. е. Складається з епічних розповідей, новел, байок, притч, легенд, ліро-дидактичних діалогів, дидактичних роздумів богословського, політичного, правового характеру, космогонічних міфів, генеалоґій, гімнів, плачів. Містить понад 100 тисяч двострокових віршів (шлок); з них близько 700 займає Бгаґавад-Ґіта. Джерело багатьох сюжетів та образів культури Південної та Південно-Східної Азії. Українські переклади твору опублікували Іван Франко та Павло Ріттер. Також — Ма́га-Бгара́та.

## Історія складання тексту

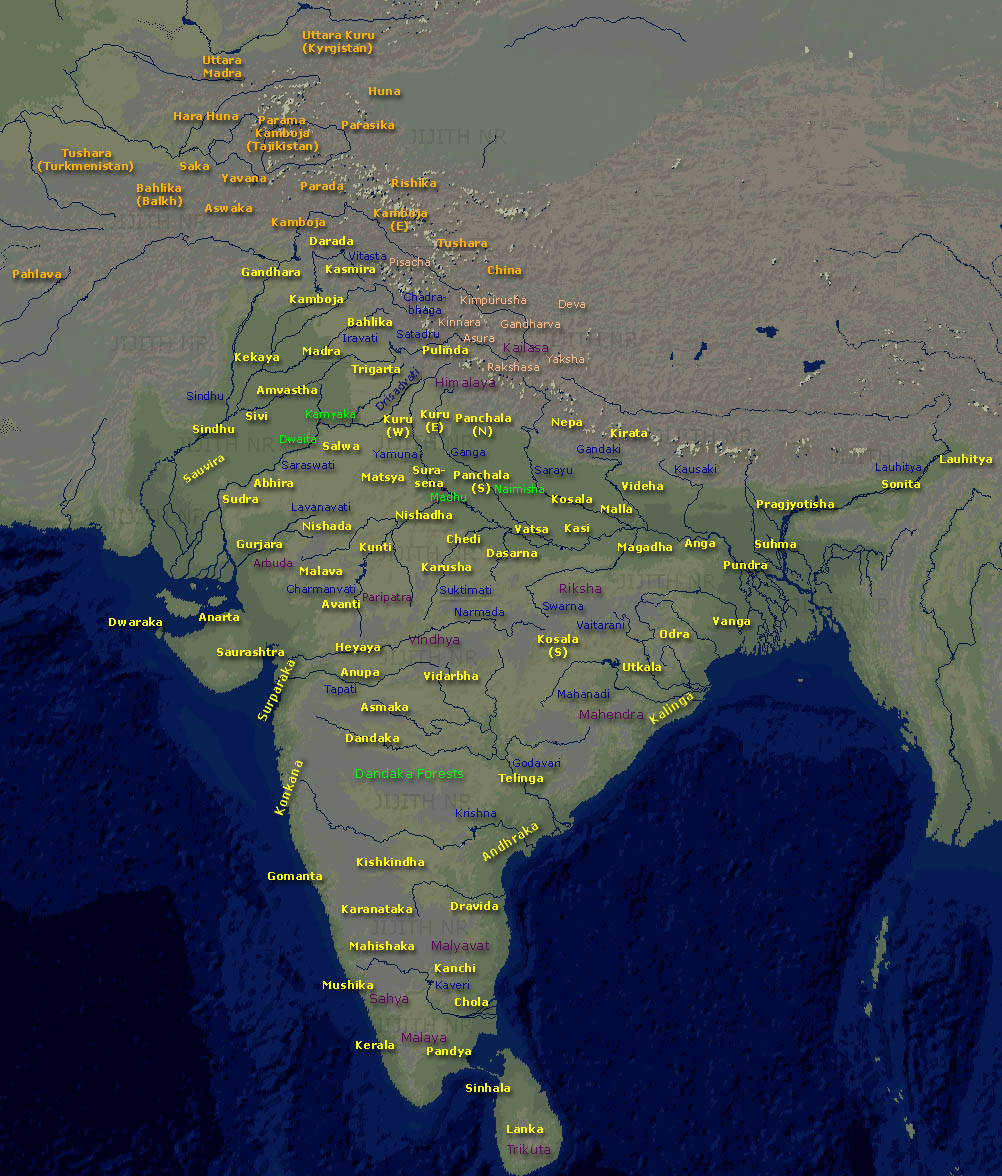
Епічні держави Індії. Жовтим вказано князівства. Помаранчевим позначно держави за межами Стародавньої Індії, які згадуються в переказих. Рожевим — екзотичні племена. Ракшаса — держава Гхатоткача. Асура — держава Врішапарвана. Річки вказано синім, гори — фіолетовим, а ліси — зеленим.

Сучасний вигляд епос отримав у V ст. н. е. Спочатку текст був записаний на пракриті, а тільки потім переписаний на санскриті. Дослідниками вважається, що в основу епосу покладені реальні події, що відбувалися в Північній Індії у ведичний період.
Авторство Магабгарати приписують легендарному мудрецю В'ясі. У першій частині Магабгарати є твердження, що її записав під диктування В'яси Ґанеша. Епос має популярну свого часу в Індії та за її межами структуру розповіді всередині розповіді. Магабгарата розповідається правителю Джанамеджанаї, правнуку Арджуни, учнем В'яси Вайсампаяною. Розповідь Вайсампаяни Джанамеджаяні потім, через багато років, повторюється фаховим оповідачем на ім'я Уґрашрава Сута зібранню мудреців.
У Магабгараті виділяється основна частина із 24 тис. шлок, власне Бгарата, та додатковий матеріал. Як стверджується в першому розділі епосу Адіпарві, початковий текст В'яси складався тільки з 8800 шлок. Він був відомий під назвою Джая (перемога). У розповіді Вайсампаяни початковий текст був розширений до 24 000 шлок, а Уґрашрава Сута (Сута Ґосвамі) продекламував понад 90 тис. шлок.
Перші згадки про Магабгарату зустрічаються в Аштадг'яї (Восьмикнижжі) індійського лінґвіста 4-го ст. до н.е. Паніні. Ймовірно ці згадки свідчать про те, що до часу життя Паніні вже існувала Бгарата і принаймні перші версії розширеної Магабгарати.

## Сюжет
Фабулою епосу є розповідь про війну між двома претендентами на престол — нащадками Куру й синами Панду — що тривала 18 днів, загибелі Кауравів та відмові Пандавів від престолу. Але відносно невелика частина поеми присвячена цим подіям, значну частину поеми займають міфологічні, філософські та соціальні теми.

### Розділи епосу
Магабгарата складається з 18 парв (книг), кожна з яких розділена на певне число розділів (субпарв). Всього налічується 100 субпарв.
1. Адіпарва (Перша книга, субпарви 1-19)
Про те, як Сауті оповідав Магабгарату зібранню ріші в Наймішараньї, про те, як Вайшампаяна розповідав Магабгарату Джанамежаї в Такшашилі. Викладається історія роду Бхарати, відслідковується історія роду Бхрігу. Оповідь про народження і перші роки життя принців Куру.
2. Сабхапарва (Книга про збори, субпарви 20-28)
Оповідь про те, як Мая Данава звів палац і встановив двір в місті Індрапрастха. Опис придворного життя, жертвоприношення Юдхіштхіри, гри в кості та вигнання Пандавів.
3. Араньяпарва (Лісова книга, субпарви 29-44)
Оповідь про дванадцять років вигнання в пущі (аранья).
4. Віратапарва (Книга про Вірату, субпарви 45-48)
Про рік життя інкогніто при дворі Вірати.
5. Удьйогапарва (Книга про намагання, субпарви 40-59)
Приготування до війни, марні зусилля примирити Куру та Пандавів.
6. Бхішмапарва (Книга про Бхішму, частиною якої є Бхагавад-Гіта, субпарви 60-64)
Оповідь про першу частину великої битви, в якій Бхішма командував Каурвами, та про його падіння на ложе із стріл.
7. Дронапарва (Книга про Дрону, субпарви 65-72)
Продовження битви під командуванням Дрони. До кінця книги більшість визначних воїнів із обох сторін полягли на полі бою.
8. Карнапарва (Книга про Карну, супарва 73)
Битва продовжується під командування Карни.
9. Шальяпарва (Книга про Шалью, субпарви 74-77)
Останній день битви під командуванням Шальї. В подробицях розповідається про паломництво Баларами до броду через річку Сарасваті та про бій на булавах між Бгімою і Дурйодханою, якою закічилася війна — Бгама вбиває Дурйодхану ударом булави у стегно.
10. Сауптікапарва (Книга про напад на тих, що сплять, субпарви 78-80)
Ашваттама, Кріпа та Кратаврма убивають залишки війська Пандавів усі сні. На боці Пандавів залишається тільки 7 воїнів, на боці Кауравів — тільки 3.
11. Стріпарва (Книга про дружин, субпарви 81-85)
Ґандарі, Кунті та інші дружини Кауравів і Пандавів голосять за загиблими.
12. Щантипарва (Книга про мир, 86-88)
Коронація Юдхістхіри як правителя Хастінапури, повчання Бхішми новому правителю щодо громадського, економічного й політичного життя. Це найдовша з книг Магабгарати.
13. Анущасанапарва (Книга про повчання, субпарви 89-90)
Останні повчання Бхішми.
14. Ащвамедхапарва (Книга про принесення в жертву коня, частиною якої є Анугіта, субпарви 91-92).
Опис церемонії принесення в жертву коня Юдхістхірою. Завоювання світу Арджуною. Крішна розповідає Арджуні Ануґіту.
15. Ащрамавасикапарва (Книга про життя в лісах, субпарви 93-95)
Смерть Дхрітараштри, Ґандарі та Кунті в лісовій пожежі в Гімалаях, куди вони подалися вести життя самітників. Відура помирає раніше, а Санджая за велінням Дхрітараштри іде жити ще вище в гори.
16. Маусалапарва (Книга про битву палицями, субпарва 96)
Бійка на палицях в рядах Ядавів, що призводить до знищення Ядавів.
17. Магапрастханікапарва (Книга про велику мандрівку, субпарва 97)
Юдхістхіра з братами здійснюють велику подорож через усю країну і врешті сходять до вершин Гімалаїв, де падають всі Пандави, крім Юдхістхіри.
18. Сваргароханікапарва (Книга про підняття на небо, субпарва 98)
Останнє випробовування Юдхістхіри і повернення Пандавів у духовний світ (сварґу).

Також існує додаток з 16375 шлок, Харевамсапарва, в якій йдеться про життя Крішни, субпарви 99-100.

## Історичність
Історична достовірність Курукшетрської війни неясна. Вважається, що основою для епосу могла бути боротьба за владу між різними династіями в залізну добу, коли існувала держава Куру, тобто в період між 1200 та 800 роком до н.е. Опис одного з династичних конфліктів міг стати серцевиною Джаї, навколо якої розрослася Магабгарата.
У Пуранах наведена ґенеалоґія, витоки якої йдуть від персонажів Магабгарати. Свідчення Пуран двоякі. З одного боку стверджується, що від народженням онука Арджуни Парікшіта до сходження на трон Магападми Нанда, що датується 382 роком до н.д., минуло 1015 (або 1050) років. У такому випадку битва повинна була б відбутися десь в 1400 до н.д., але це означало б дуже довгі періоди правління царів, наведених у ґенеалоґії. З іншого боку, аналіз ґенеалоґічного дерева Адгісімакрішни (праправнука Парікшіта), припускаючи в середньому 18 років правління для 26 поколінь, можна прийти до висновку, що битва при Курукшетрі відбулася приблизно в 950 році до н. е.
Відомо, що в рік битви відбулось три затемнення з невеликими проміжками часу, що є дуже рідкісним явищем. Аналіз астрономічних даних вказує, що дата битви жовтень 3, 3139 до н. е. (григоріанська), координати 76 E 49' 00", 29 N 59' 00", м. Тханесар, назва року і місяця: Shubha-krit — Nija Karthika, день: Amavasya — останній день місяця.

## Короткий переказ подій

### Старші покоління
Спадкоємець Джанамеджаї Шантану, правитель Хастінапуру, був недовгий час одружений із богинею Ґанґою, і мав сина Деваврату (названого згодом Бхішмою).
Через багато років на полюванні правитель побачив доньку рибалки Сатьяваті і попросив у її батька дозволу одружитися з нею. Батько відмовився дати свою згоду, якщо тільки Шантану не пообіцяє передати трон після смерті майбутньому сину Сатьяваті. Щоб розв'язати батькову дилему Деваврата відмовляється від прав на трон. Оскільки рибалка не впевнений, що діти принца дотримуватися обіцянки, Деваврата також дає обітницю целібату на все життя. Сатьяваті народила Шантану двох синів — Чітранґаду та Вічітравір'ю. Після смерті Шантану правителем стає Чітранґада. Він помирає після короткого безподійного життя. Правителем Хастінапуру стає молодший син Вічітравір'я.
Тим часом правитель Каші влаштував сваямвару (процедуру вибору наречених дівчатами) для свої трьох доньок Амби, Амбіки та Амбаліки. Однак, правтелі Хастінапуру запрошення не отримали, та Бхішма йде в Каші на сваямвару з наміром влаштувати подружнє життя юного Вічітравір'ї незапрошеним. Розгнівавшись, він викрадає їх силою, а не доброю волею. Амбіка та Амабаліка згоджуються одружитися з Вічітравір'єю. Старша сестра, Амба, оголошує бажання одружитися з правителем Шалви, якого Бхішма переміг на сваямварі. Бхішма відпускає її, але Шалварадж відмовляється з нею одружитися після того приниження, яке він зазнав від Бхішми. Амба повертається з наміром одружитися з Бхішмою, але він відмовляється, дотримуючись обітниці целібату. Розгнівана Амба стає лютим ворогом Бхішми, звинувативши його у свіх своїх бідах. Згодом вона перенароджується як Шікханді, син Друпади, і разом із Арджуною стає причиною загибелі Бхішми у битві при Курукшетрі.

### Пандави та Каурави
Коли Вічітравір'я помер молодим, не залишивши спадкоємців, Сатьяваті попросила свого сина В'ясу стати батьком для синів удовиць. Старша з них, Амбіка, заплющила очі, побачивши його, і її старший син Дхрітараштра народився сліпим. Амбіліка не заплющила очей, але зблідла, і її син Панду народився блідим та кволим. Побачивши, що діти немічні, Сатьяваті попросила В'ясу спробувати ще раз, але Амбіка з Амбілікою послали до нього своїх покоївок. В'яса став батьк ом третього сина — Відури. Хлопець народився здоровим і виріс у одного з наймудріших персонажів Магабгарати. Він служив першим міністром при Панду і Дхрітараштрі.
Коли принци підросли, прийшла пора коронації Дхрітараштри. Проте втрутився Відура. Використавши свої знання політики, він зробив висновок, що сліпий не може бути правителем, оскільки незрячий не може контролювати підданих і захищати їх. Трон віддали Панду. Панду одружився двічі — з Кунті та Мадрі. Дхрітараштра одружився з Ґандхарі. Вона осліпила себе пов'язкою на очі, щоб розділити біль свого чоловіка. Це настільки розгнівило її брата Шакуні, що він поклявся відостити родині Куру. Одного дня, коли Панду прогулювався в лісі, до нього долинув рик дикого звіра. Він вистрілив на звук, але стріла влучила в мудреця Кіндаму. Мудрець наслав на Панду прокляття — він помре, якщо тільки спробує здійснити статевий акт. Тоді Панду покинув царство і у супроводі двох дружин пішов жити самітником у лісі. Тож, незважаючи на сліпоту, країною став правити Дхрітараштра.
Старша з дружин Панду, Кунті, мала амулет від мудреця Дурваси, яким могла скористатися в будь-яку мить за своїм бажанням, вимовивши спеціальну мантру. Кунті поросила Дхарму, бога справедливості, Ваю, бога вітру та Індру, бога небес, щоб вони подарували їх сина. Так вона народила Юдхістхіру, Бхіму та Арджуну. Кунті позичила амулет молодшій дружині Панду, Мадрі, і та виносила близнюків Накулу та Сахадеву, в чому їй допомогли боги-близнюки Ашвіни. Згодом Панду й Мадрі не втрималися від сексу, і Панду помер. Шукаючи спокути, Мадрі спалила себе на похоронному вогнищі. Кунті виховала п'ятьох братів, яких потім називали Пандавами.
Дхрітараштра мав сто синів, яких йому народила Ґандхарі, однак всі вони народилися після Юдхіштіри. Синів Дхрітараштри називали Кауравами. Найстаршим із них був Дурйодхана, другим Душасана. Ворожнеча між ними та Пандавами стала причиною Курукшетрської війни.

### Шелаковий палац
Після смерті Мадрі та Панду Пандави з Кунті повернулися до палацу в Хастінапурі. Під тиском народу Юдхістхіра був названий коронним принцом. Дхрітараштра хотів бачити правителем свого власного сина Дурйодхану і дозволив бажанню взяти гору над справедливістю. Шакуні, Дурйодхана і Дусавана організували змову з метою позбутися Пандвавів. Шакуні викликав до себе архітектора Пурванчана і звелів йому збудувати палац із горючих матеріалів, таких як шелак і топлене масло. Поселивши в цьому палаці Пандавів із Кунті, він задумав підпалити його. Проте Пандави отримали попередження від мудрого дядька Відури. Відура послав до них гірняка, і той викопав тунель під палацом, через який вони утекли. В Хастінапурі всі повірили в смерть Пандавів.

### Одруження з Драупаді
Переховуючись, Пандави довідуються про сваямвару за право одружитися з принцесою Панчали Драупаді. Вони вступають у змагання, видавши себе за брахманів. Перед претендентами на руку принцеси поставили завдання натягнути тугий стальний лук і вистрілити в ціль на стелі — око штучної риби — при цьому дивитися треба було на її відображення в олії. Більшість принців зазнали невдачі, чимало навіть не змогли нап'яти лук. Однак Арджуна зумів виконати завдання. Пандави повернулися додому й сказали Кунті, що Арджуна переміг, запросивши її глянути на здобутий приз. Навіть не глянувши, Кутрі наказала їм спільно користуватися здобутком Арджуни. Так Драупаді стала дружиною п'ятьох братів.

### Індрапрастха
Після весілля Пандавів знову запросили до палацу в Хастінапурі. Старійшини родини Куру порадилися й вирішили розділити царство, віддавши Пандавам частину земель. Юдхіштхіра збудував для себе нову столицю Індрапрастху. Проте ні Пандави, ні Каурави не залишилися задоволенеми цим рішенням.
Незабаром Арджуна викрав сестру Крішни Субхадру і одружився з нею. Юдхіштіра забажав утвердитися як правитель. Він звернувся за порадою до Крішни, і після певних приготувань і подолання деякого супротиву, Юдхіштхіра провів церемонію жертвоприношення раджасуя, чим проголосив себе верховним із усіх царів.
Пандави збудували собі новий палац, спроектований Маясурою. Вони запросили братів Кауравів до Індрапрастхи, щоб похвалитися новою будівлею. Розгулючи палацом, Дурйодхана помилково приймає склянну підлогу за воду і не зважується ступити на неї. Коли йому пояснили помилку, він приймає ставок за скло і падає у воду. Драупаді насміхається над ним, говорячи, що все це через сліпого батька Дхрітраштру. Він вирішує помститися за приниження.

### Гра в кості
Граючи в кості з Юдхіштірою, дядько Дурйодхани Шакуні, використав підважені кості, і Юдхіштіра програв усе своє майно, а далі й царство. Він навіть поставив на кін братів, себе, і, урешті-решт, дружину. Торжествуючи, Каурави ображають Пандавів, і навіть намагаються зірвати одяг з Драупаді перед усім двором, але її честь врятував Крішна, створюючи нову тканину на заміну знятій.
Дхрітараштра, Бхішма та інші старійшини жахаються ситуації, але Дурйодхана не поступається — на його думку для двох коронних принців у Хастінапурі місця нема. Проти його волі Дхрітараштра велить розпочати нову гру в кості. Пандави повинні вирушити у вигнання на 12 років, а на тринадцятий повинні переховуватися. Якщо впродовж цього року Каурави відшукають їх, то вигнання буде продовжене ще на 12 років.

### Вигнання і повернення
Пандави провели тринадцять років у вигнанні. За цей час з ними відбулося чимало пригод. Водночас вони збирали союзників для майбутніх конфліктів. Останній рік вони провели під іншими іменами при дворі Вірати, і тільки після закінчення тринадцятого року їх викрили.
Після закінчення терміну вигнання, вони почати переговори про повернення в Індрапрастху. Однак, ці перемовини провалилися, оскільки Дурйодхана заперечував — їх, мовляв, викрили, коли вони ще переховувалися, тож про повернення домовитися не вдалося. Війна стала неминучою.

### Курукшетрська війна
Обидві сторони закликали собі на допомогу величезні армії. Царства Панчала, Дварака, Каші, Кекая, Маґадха, Матся, Чеді, Пандя та Ядус із Матхури разом із деякими іншими кланами, на кшталт Парама Камбоджа, стали на бік Пандавів. До союзників Кауравів долучилися правителі царств Праґджйотіша, Анґа, Кекая, Сіндхудеса, Махішматі, Аванті, Мадра, Ґандхара, Баліка, Камбоджа та багато інших. Перед самим початком війни Баларама висловив незгоду з конфліктом і вирушив у паломництво, а тому участі у битві не брав. Крішна взяв участь у війні, але не як воїн, а як візник колісниці Арджуни.
Головна битва відбулася на Курукшетрі — «полі Куру», де зараз розташоване місто Курукшетра. Перед битвою, побачивши свого прадіда Бхішму і учителя Дрону на іншій стороні, Арджуна засумнівався, і не зміг підняти свій лук. Крішна пояснив йому, в чому полягає обов'язок. Це пояснення викладене в найзнаменитішій частині Магабгарати — Бхагавадгіті.
Спочатку обидві сторони притримувалися шляхетного способу ведення війни, але незабаром почали вдаватися до ганебної тактики. Під кінець битви, яка тривала 18 днів, живими залишилися тільки Пандави, Сатьякі, Кріпа, Ашватхама, Крітаварма, Ююцу та Крішна.

#### Мирна місія Крішни
Намагаючись запобігти війні, Крішна прибув у Хастрінапур із мирною пропозицією. Там він зупинився у першого міністра Відури, людини релігійної й відданої Крішні. Дуройдхана образився, що Крішна відмовився поселитися в царському палаці, тож задумав схопити Крішну.
На прийомі, де Крішна зробив свою мирну пропозицію двору, до його слів не прислухалися, і Дурйодхана звелів варті затримати посланця. Крішна тільки засміявся над марними потугами смертних, і набрав божої форми, осліпивши вояків і весь двір яскравим сяйвом. Але бога розгнівала відмова від миру, і він прокляв Дурйодхану, повідомівши йому про невідворотність падіння і запевнивши його, що він, як бог, прослідкує за тим, щоб увесь клан Кауравів було знищено. Дхрітарастра спробував умиротворити його, але Крішна стояв твердо на своєму. Прекрасну божу іпостать могли бачити тільки чисті серцем — Бхішма, Дрона і Відура. Після невдачі спроби примирення Крішна повернувся до Пандавів і повідомив, що єдиний шляхетний і праведний шлях — війна.

#### Перед битвою
Того року, коли відбулася описана в Магабгараті війна, було три затемнення впродовж тридцяти днів. В індуїстській міфрлогії затемнення вважаються поганими знаками для життєдайних небесних тіл: Сонця та Місяця. При місячних та сонячних затемненнях Сонце, Місяць і Земля вишиковуються в одну лінію, що порушує природний баланс. Попри те, що три затемнення впродовж одного року приносить велику шкоду, вона може також принести велику користь людству. Цього разу затемнення дали людині великий дар — Бгаґавад-Ґіту.
На перший день війни військо Кауравів стояло обличчями на захід, а військо Пандавів обличчями на схід. У цю мить Арджуна збагнув, що йому доведеться убити свого прадіда Бхішму, на чиїх колінах він грався в дитинстві, і свого учителя Дрону, який навчив його тримати лук і стріли й допоміг стати найкращим лучником на світі. Арджуні стало млосно від думки про винищення усієї родини, включно зі 100 двоюрідними братами та друзів дитинства. Розгубившись, вагаючись, він звернувся до Крішни за поясненнями як правильно вчинити. Пояснення Крішни лягли в основу Бгаґавад-Ґіти, одного з найшанованіших релігійних текстів у індуїзмі. Крішна звелів Арджуні не піддаватися безсиллю і стати на бій із родичами, бо це єдиний праведний шлях. Він нагадав, що це війна між праведністю і неправедністю (дхарма та адхарма), і обов'язок Арджуни убити будь-кого, хто підтримує неправедний шлях, шлях кривди й гріха. Крішна постав у своїй божій формі й пояснив, що він народжується на Землі в кожну епоху, коли підносить голову зло.
Перед самим початком битви Юдхістхіра здійснив несподіваний вчинок, зненацька поклавши зброю на землю, знявши броню і закрокувавши до війська Кауравів із складеними для молитви руками. Як Пандави, так і Каурави не могли повірити своїм очам — здавалося, що Юдхістхіра збирається здатися, перш ніж буде випущена перша стріла. Однак, намір Юдхістхіри став зрозумілим, коли він упав до ніг Бхішми й попросив у нього благословення перед боєм. Бхішма, який доводився дідом як Пандавам так і Кауравам, благословив Юдхістхіру, після чого той повернувся до своєї колісниці.

#### День перший
На початку битви Бхішма проносився через лави Пандавів, трощачи все на своєму шляху. Абхіманю, син Арджуни, побачив це і кинувся на Бхішму, переміг його тілоохоронця і атакував командувача сил Кауравів. На кінець першого дня Пандави зазнали жахливих втрат і були на межі поразки. Сини Вірати, Уттара і Света, загинули від рук Шалья і Бхішми. Проте Крішна втішив засмученого Юдхістхіру, обіцяючи що перемога буде за ним.

#### День другий
Арджуна, розуміючи необхідність швидких дій для компенсації втрат Пандавів, вирішив спробувати вбити Бхішму. Крішна вміло визначив місце колісниці Бхішми, й направив свій екіпаж назустріч. Арджуна спробував стати на герць з Бхішмою, але вояки, поставлені охороняти командувача, атакували Аржуну, намагаючись не дозволити прямого поєдинку. Герць між Арджуною та Бхішмою тривав кілька годин. Аналогічний поєдинок виник між Дроною і Дхрістадюмною, причому Дрона багато разів ламав лук Дхрістадюмни. Врятував обстаннього Бхіма. Дурйодхана послав сили Калінги в атаку на Бхіму, й більшість із них полягло від його руки. На підмогу одразу ж прийшов Бхішма. Сатьякі, який допомагав Бхімі, вистрілив у візника Бхішми й убив його. Коні Бхішминої колісниці понесли й винесли його за межі поля бою. На кінець другого для великих втрат зазнало військо Кауравів.

#### День третій
Бхішма вишикував військо Кауравів у орлину формацію, ставши на чолі й поставивши сили Дурйодхани охороняти тил. Він хотів запобігти несподіванкам. Пандави відповіли побудовою у вигляді півмісяця, поставивши Бхіму й Арджуну на чолі правого та лівого крила, відповідно. Каурави зосередили удар на позиції Арджуни. Незабаром колісниця Арджуни була вкрита стрілами й дротиками. З надзвичайним умінням Арджуна вибудував за допомогою нескінченного потоку стріл захист навколо своєї колісниці. Абхіманю і Сатьякі спільними зусиллями здолали Ґандхарські сили під проводом Шакуні. Бхіма та його син Ґхатоткача напали на тил, який прикривав Дурйодхана. Стріли Бхіми влучили в Дурйодхану, і він упав у колісницю. Однак візник негайно ж виніс його з поля бою, подалі від небезпеки. Але сили Дурйодхани, побачивши падіння командувача, розбіглися. Порядок навів Бхішма, Дурйодхана теж незабаром повернувся. Однак він розсердився на Бхішму, вважаючи, що той поблажливо ставиться до п'ятьох братів Пандавів, а тому накричав на нього. Бхішма, ужалений несправедливим звинуваченням, кинувся на військо Пандавів із новим завзяттям. Складалося враження, що на полі бою не один Бхішма, а кілька. Незабаром військо Пандавів стало хаотично відступати.
Арджуна з Крішною атакували Бхішму, намагаючись відновити порядок. Знову Арджуна й Бхішма зійшлися в лютому поєдинку, але серце Арджуни не належало бою, бо думка про кривду власному дідові, не приваблювала його. Впродовж битви Бхішма вбив багатьох вояків Арджуни. Це розгнівило Крішну, й він схопив колесо від воза й замахнувся ним на Бхішму. Бхішма намагався спровокувати Крішну на те, щоб той порушив обітницю впродовж битви не брати зброї до рук. Він упав до ніг Крішни й попросив убити себе, бо нема нічого величншіного, як прийняти смерть від руки вищого. Побачивши це Крішна заспокоївся, посміхнувся й герць між Арджуною та Бхішмою продовжився.

#### День четвертий
Четвертий день знаменувався доблестю Бхіми. Бхішма на чолі війська Кауравів одразу ж пішов у наступ. Абхіманю, син Арджуни, попав у оточення численних принців-Кауравів. Арджуна кинувся у битву на допомогу Абхіманю. Бхіма з'явився на полі бою із занесеною вгору булавою і почав трощити Кауравів. Дурйодхана послав на Бхіму величезний загін слонів. Помітивши як слони наближаються до нього, Бхіма зіскочив із колісниці й сам один, озброєний залізною булавою, пішов на них. Слони кинулися врозтіч і затоптали багатьох Кауравів. Дурйодхана звелів усім атакувати Бхішму, але Бхіма вистояв усі напади й убив у відповідь вісім братів Кауравів. Але незабаром у груди Бхіми влучила стріла, і він, оглушений, опустився на сидіння свєї колісниці. Побачивши це, Ґхатоткача люто напав на військо Кауравів. Бхішма, розуміючи, що розгніваного Ґхатоткачу не зупинити, протрубив відступ.
Дурйодхана, засмучений втратою братів, підійшов під кінець четвертого дня до Бхішми і поцікавився у нього, як можуть Пандави перед лицем більших сил вистояти й перемогти. Бхішма відповів, що на боці Пандавів правда, й порадив Дурйодхані шукати замирення.

#### Дні з п'ятого до дев'ятого
Різня продовжилася на п'ятий день. Військо Пандавів знову зазнало значних втрат від нападів Бхішми. На Сатьякі наступав Дрона, й незабаром Сатьякі вже не міг його стримати. Поряд проїздив Бхіма й врятував Сатьякі. Арджуна убив тисячі вояків, посланих на нього Дурйодханою. Шостий день теж знаменувався численними смертями. Особливих втрат Пандавам завдав Дрона. Лави обох військ зламилися. На восьмий день Бхіма убив вісім синів Дхрітараштри, а Каурави вбили сина Арджуни Іравана. На дев'ятий день Крішну знову охопив гнів, оскільки Арджуна ніяк не міг впоратися з Бхішмою. Він кинувся на командувача Кауравів, але Арджуна спинив його. Зрозумівши, що доки Бхішма в лавах ворогів, війну не виграти, Крішна запропонував виставити проти нього жінку.

#### День десятий
На десятий день Пандави, розуміючи, що із вмінням Бхішми їм не впоратися, вирішили виставити проти нього Шікханді, який у минулому житті був жінкою, оскільки Бхішма дав обітницю не кривдити жінок. Стріли Шікханді падали на Бхішму без перешкод. Арджуна зайняв позицію позаду Шікханді, захищаючись від нападів Бхішми, й цілився у слабкі місця Бхішминої броні. Незабаром великий воїн звалився з колісниці, весь утиканий стрілами. Його тіло не торкнулося землі, а залишилося висіти на стрілах.
Каурави й Пандави зібралися навколо Бхішми і, на його прохання, Арджуна поклав три стріли під голову діда для підтримки. Бхішма пообіцяв батькові, правителю Шантару, що житиме, доки Хастінапур не буде захищений із усіх сторін. Щоб дотриматися обітниці, Бхішма використав Ічча Мрітью (смерть за власним бажанням). Коли війна закінчилася й Хастінапуру з усіх сторін нічого не загрожувало, давши Пандавам настанови з політики, Бхішма помер на перший день Уттараяни.

#### День одинадцятий
Оскільки Бхішма не міг продовжувати війну, на поле на радість Дурйодхани вийшов Карна. Він зробив Дрону верховним командувачем сил Кауравів. Карна з Дурйодханою бажали захопити Юдхістхіру живим. Якщо вбити Юдхістхіру в бою, то Пандави тільки ще більше розізляться, а тримати його заручником буде стратегічно зручним ходом. Дрона спланував дії війська на одинадцятий день так, щоб досягти цієї мети. Він розрубав лук Юдхістхіри, й військо Пандавів охопив страх, що їхнього командувача захоплять у полон. Проте Арджуна кинувся на підмогу й змусив Дрону відступити зливою стріл.

#### День дванадцятий
Після невдалої спроби захопити Юдхістхіру, Дрона повідомив Дурйодхану, що зробити таке буде важко через Арджуну. Правитель Тріґартадеси, Сушарма із 3 братами й 35-ма синами, поклялися, що вони уб'ють Арджуну або загинуть. На дванадцятий день вони вийшли проти Арджуни. Арджуна відповів лютим боєм, під час якого брати полягли смертю хоробрих. Дрона продовжував спроби полонити Юдхістхіру. Однак Пандави билися щодуху й самі завдали кількох ударів по війську Кауравів.

#### День тринацятий
Дурйодхана викликав до себе правителя Праґджйотіша Бхаґадатту. Бхаґадатта мав тисячу велетенських слонів, і вважався найсильнішим на землі воїном у війні з використанням слонів. Бхаґадхана напав на Арджуну на велетенському слоні на ймення Супратіка. То була люта битва, в якій Бхаґадатта відповідав своюєю астрою на кожну астру Арджуни.
На іншому кінці поля битви четверо решту Падавів із союзниками не могли пробитися крізь побудову Дроначар'ї, відому під назвою чакрав'юха. Цю побудову можна було здолати тільки входячи чи виходячи з неї, і Арджуна міг би це зробити, але був скований боєм у іншому місці. Юдхістхіра наказав зламати побудову Абхіманю, синові Арджуни. Абхіманю знав таємницю входу в побудову, але не знав, як вийти з неї, тож був упійманий, що стало причиною його смерті.
Довідавшись про загибель сина, Арджуна поклявся убити Джаядратху наступного дня ще до настання вечора, а якщо він не зможе цього зробити, то кинеться у полум'я.

#### День чотирнадцятий
Розшукуючи Джаядратху, Арджуна вбив Акшоухіні (сотню тисяч, 109 350) вояків-Кауравів. Проте військо Кауравів пильно охороняло Джаядратху, заважаючи Арджуні добратися до нього. Врешті, пізно пополудню, Арджуна знайшов Джаядратху під охороною Карни та п'ятьох інших великих воїнів. Оцінивши ситуацію, Крішна підняв сударшана-чакру і прикрив нею Сонце, імітуючи його захід. Усі опустили зброю, повіривши в кінець дня, і Джаядратха залишився неприкритим. Дурйодхана тріумфував, вірячи, що Арджуні доведеться загинути на вогнищі згідно з клятвою. Крішна звелів Арджуні йти на вогнище із зброєю, як годиться воїнові.
Коли згас останній промінь сонця, Крішна промовив знамениті слова:
О, великий Арджуно, сину Кунті і нащадку Бхаратхи, сонце не сіло, а лише зайшло за хмари, підведись і убий Джаядратху, убивцю твого сина, і поклади цьому кінець раз і назавжди. Зведись, о, Арджуно, бо нагода втече. Арджуна вистрілив могутньою стрілою й зніс голову Джаядратхи.
Бій продовжився навіть після заходу сонця. Коли зійшов ясний місяць, Ґхатоткача, син Бхіми, убив багатьох, літаючи над військами в повітрі. Проти нього вийшов Карна, й обоє билися завзято, доки Карна не метнув ідрастру, священний дротик, подарований йому Індрою. Ґхатоткача збільшився у розмірах і упав замертво на військо Кауравів, убивши тисячі вояків.

#### День п'ятнадцятий
Після загибелі правителів Друпада і Вірата від руки Дрони, Бхіма з Дхрістадюмною стали до бою з ним на п'ятнадцятий день. Оскільки Дрона був надзвичайно дужим і непереможним завдяки непробивній брахмаданді, Крішна натякнув Юдхістхірі, що Дрона складе зброю, якщо загине його син Ашватхама. Тоді Бхіма убив слона на ймення Ашватхама й гучно проголосив про смерть Ашвадхами. Дрона підійшов до Юдхістхіри, щоб довідатися правду. Юдхістхіра відповів: Ашватхама мервий, але не знаю, чи це воїн, чи слон. Останні слова заглушили переможні сурми, які заграли за наказом Крішни (інша версія стверджує, що Юдхістхіра промовив свої слова так тихо, що Дрона не зміг розчути слова «слон»). Перед цим колісниця Юдхістхіри, якого називали Дхрама раджа (праведним правителем), плавала над землею. Але після цієї події вона приземлилася, бо він свідомо сказав неправду.
Від горя Дрона опустив зброю. І тоді його убив Дхрітадюмна, виконуючи свою обітницю відомстити за смерть батька. Згодом мама Пандавів Кунті таємно зустрілася зі своїм покинутим сином Камою і благала його змилуватися над Пандавами, бо вони його молодші брати. Кама пообіцяв Кунті, що він змилується над усіма, окрім Арджуни.

#### День шістнадцятий
Верховним командувачем сил Кауравів став Карна. Протягом цього дня він убив незліченне число ворогів. Врешті він попав в оточення ворожих полководців, які, проте, не можуть його здолати. І лише Арджуна зміг відбити атаку Карни, й собі завдати втрат Кауравам. Незабаром сіло сонце, зважаючи на складність бою в темряві, військо Кауравів відступило. Того ж дня Бхіма ударом булави розтрощив колісницю Душасани. Тоді він схопив Душасану, вирвав у нього праву руку й убив його, роздерши груди, напившись крові. Дещицю крові він відніс, щоб змастити розпущене волосся Драупаді, виконуючи таким чином обітницю, дану тоді, коли Каурави глумилися над Драупаді.

#### День сімнадцятий
На сімнадцятий день Карна здолав Бхіму та Юдхістхіру в бою, але дарував їм життя. Потім відновився герць між Карною та Арджуною. Під час бою колесо Кармниної колісниці застрягло в багнюці, й Карна попросив тайм-ауту. Крішна нагадав Арджуні, яким безжалісним був Карна, коли в схожій ситуації опинився син Арджуни Абхіманю. Почувши нагадування про смерть сина, Арджуна вистрілив і зніс Камі голову. Цього дня перед боєм бог Індра забрав у Карни священну броню кавачу та ковтки кундала, що зробило можливою його смерть.

#### День вісімнадцятий
Юдхіштхіра убив правителя Шальї, Сахадева убив Шакуні, а Бхіма убив решту братів Дурйодхани. Розуміючи, що війну програно, Дурйодхана втік із поля бою й сховався в озері, але Пандави наздогнали його й там. Саме на цю пору повернувся Баларама, й під його наглядом відбувся герць на булавах між Бхімою та Дурйодханою, в якій Дурйодхана отримав смертельну рану. Ашваттхама, Кріпачар'я та Крітаварма на смертельному ложі Дурйодхани поклялися відомстити. Вони напали на табір Пандавів уночі й убили всіх у війську, включно з синами Драупаді, а також Дхрістадюммну, Шікханді, Удхаманью та Уттамауджу.

#### Після битви
Живими залишилося дванадцять воїнів — п'ять братів Пандавів, Крішна, Ашваттхама, Кріпачар'я, Ююцу, Врішакетху та Крітварма. Врішакетху був єдиним із синів Ками, кому пощастило пережити цю різню. Потім Пандави взяли над ним опіку. Він супроводжував Арджуну й брав участь у його битвах.

### Кінець Пандавів
«Побачивши» масштаби кровопролиття, Ґандхарі, яка втратила усіх своїх синів, прокляла Крішну — він буде свідком аналогічного знищення власної родини — бо він як бог міг зупинити війну, але не зробив цього. Крішна прийняв прокляття, яке здійснилося через 36 років.
Тим часом Пандави, ставши правителями царства, вирішили усе покинути. Одягнувшись у шкіри й дрантя, вони пішли до Гімалаїв і у своїх тілесних формах піднялися до небес. З ними йшов бродячий пес. Один за одним брати й Драупаді впали на шляху. Щоразу, коли один із них падав, Юдхіштхіра пояснював їм причину падіння (Драупаді була небайдужою до Арджуни, Накула й Сахадева були марнославні й пишалися своєю зовнішністю, Бхіма та Арджуна гонорилися, відповідно, силою й умінням стріляти з лука). Залишилися тільки праведний Юдхістхіра, який зробив усе, щоб запобігти різні, та пес. Пес відкриває свою справжню сутність — це бог Яма, відмомий також як Яма Дхармараджа. Він забирає Юдхістхіру в підземний світ, де той зустрічається з братами та дружиною. Пояснивши сутність випробовування — кожен правитель повинен хоча б раз побувати в підземному світі, Яма знову забирає Юдхістхіру на небеса і запевняє його, що брати й дружина теж підіймуться на небо, коли спокутують свої гріхи.
Країною залишився правити Парікшіт, онук Арджуни. Він помирає від укусу змії. Розгніваний син Парікшіта, Джанамеджая, вирішує здійснити жертвоприношення змії з наміром знищити усіх змій. Саме під час цієї церемонії йому розповідають історію предків.

## Українські переклади
- В'ясадева.Кантата Адіпарва Великої Маґабхарата (укр.)
- В'ясадева. Кантата БХАҐАВАТ ГІТА(укр.)
- І. Франко. Зібрання творів. т. 8. К.:1977.
- Голоси стародавньої Індії. К.:1982.
- Бгаґавад-Ґіта як вона є (з ориґінальними санскритськими текстами, транслітерацією кирилицею, послівним перекладом, літературним перекладом та поясненнями Бгактіведанти Свамі Прабгупади). The Bhaktivedanta Book Trust (BBT) 1990.
- Бхагавадгіта. «Всесвіт». 1991.
- Повний переклад 19 книг «Магабгарати»: http://chtyvo.org.ua/authors/Davnioindiiska_kultura/ [Архівовано 30 липня 2017 у Wayback Machine.]

## Екранізація
- Фільм «Магабгарата»[en], 1965 р., реж. Бабубхай Містрі, 163 хв.
- Фільм «Магабгарата»[en], 1989 р., Пітер Брук, 171 хв. (Тв версія 318 хв.)
- Серіал «Магабгарата»[en], 1988—1990 рр., 94 серії, реж. Балдев Радж Чопра
- Серіал «Магабгарата» , 1997 р., 14 серій, незакінчений, реж. Chandraprakash Dwivedi, Ek Aur Mahabharat[en]
- Серіал «Магабгарата» , 2008 р., 75 серій, реж. Екта Капур, Kahaani Hamaaray Mahaabhaarat Ki[en]
- Серіал «Магабгарата»[en], 2013 р., 267 серій по 20 хв., реж. Siddharth Kumar Tewary,
- Анімаційний фільм «Пандави. 5 воїнів», 2000 р., реж. Уша Ганешраджа, Венкатеш Бабу, 90 хв.
- Анімаційний фільм «Магабгарата», 2008 р., 7 серій., А. Джаякумар.
- Анімаційний фільм «Арджун: принц-воїн» (2012), 95 хв.
- Анімаційний фільм «Магабгарата», комп. 3Д, 2013 р., 125 хв., реж. Амаан Хан